# Antwortender Modus
Ein Antwortender Modus, auch „Prinzip Antwort“ genannt, ist eine Form der Gesprächsführung durch den Therapeuten in der psychoanalytisch-interaktionellen Methode (Göttinger Modell, Annelise Heigl-Evers und Franz Heigl). Es beschreibt die Art und Weise, wie der Therapeut das Gespräch mit dem Patienten führt.

## Methode
Antworten sind ein „wesentliches Mittel“ (Streeck 2014) der Behandlungstechnik in der Arbeit mit Patienten mit Beeinträchtigungen der Persönlichkeitsentwicklung oder „strukturellen Störungen“. Bei diesen Störungen ist die Beziehungsgestaltung zu anderen Menschen erschwert. Das implizite Beziehungswissen der Betroffenen muss daher durch konkrete Rückmeldungen („interpersonelles Feedback“, „selektiv-authentisches“ Verhalten der Therapeuten) angesprochen werden.
Der „Antwortende Modus“ oder „Prinzip Antwort“ sind charakteristisch für die psychoanalytisch-interaktionelle Methode (PIM). In der PIM ist es das vorrangige Ziel der Therapie, Patienten eine erfolgreiche, befriedigende Teilnahme am sozialen Leben zu ermöglichen und darüber auch die inneren „Repräsentanzen“, Selbstbilder und Bilder anderer Menschen zu verändern. Der langfristig angestrebte Erfolg ist die Verbesserung sozialer Kompetenzen und darüber die Verringerung von Symptomen.

## Rolle des Therapeuten
Die therapeutische Arbeit im „Antwortenden Modus“ beruht auf Interpersonalität und Interaktion. Der Therapeut tritt dem Patienten als klar erkennbare andere Person gegenüber, die aus ihrer persönlichen Sicht die Wirkungen des Verhaltens des Patienten beschreibt. Während der Intervention bringt er in den Antworten auf den Patienten auch eigenes Erleben und eigene Handlungsbereitschaften zur Sprache und verdeutlicht so Aspekte seiner Gegenübertragung. In den Rückmeldungen seiner Gegenübertragung antwortet der Therapeut mit Reaktionen, die denen von Personen im sozialen Alltag gleichen und mit denen der Patient Schwierigkeiten hat. Zugleich vermittelt er mit einer hohen Präsenz sein Interesse an der Entwicklung des Patienten und seine Akzeptanz unterschiedlicher Sichtweisen auf das interpersonale Geschehen.
Antworten ermöglichen Patienten so, Ursachen und Gründe ihrer Schwierigkeiten zu erkennen und zu verstehen. Diese Möglichkeiten sind, im alltäglichen, sozialen Handeln oft schwerer zu ergreifen, da dort das implizite Beziehungsgeschehen nicht explizit gemacht wird, sondern Interaktionspartner stattdessen etwa mit Rückzug oder aggressivem Verhalten reagieren. Der Therapeut hingegen hat die Möglichkeit Rückmeldungen klarer zu beschreiben. Er muss dies im Hinblick auf Gefühle, Impulse, die Art der Beziehung, die zu entwickelnden Kompetenzen und die momentane Aufnahmefähigkeit des Patienten reflektiert und selektiv tun. Der Psychotherapeut legt so im „antwortenden Modus“ seine Gegenübertragung reflektiert und selektiv offen.
Der „Antwortende Modus“ kann dem „Deutenden Modus“ gegenübergestellt werden. Im „Antwortenden Modus“ macht der Therapeut Aussagen über sich selbst (in Reaktion auf das Verhalten eines Patienten). Patienten erleben sich dadurch in der Beziehung als wirksam. Im Deutenden Modus machen Therapeuten dagegen Aussagen über den Patienten. Sie sind damit weniger in einer Position des Gegenübers und stärker in einer Position eines „Wissenden“, der etwas „über“ den Patienten mitteilt.